# Truckstar Festival

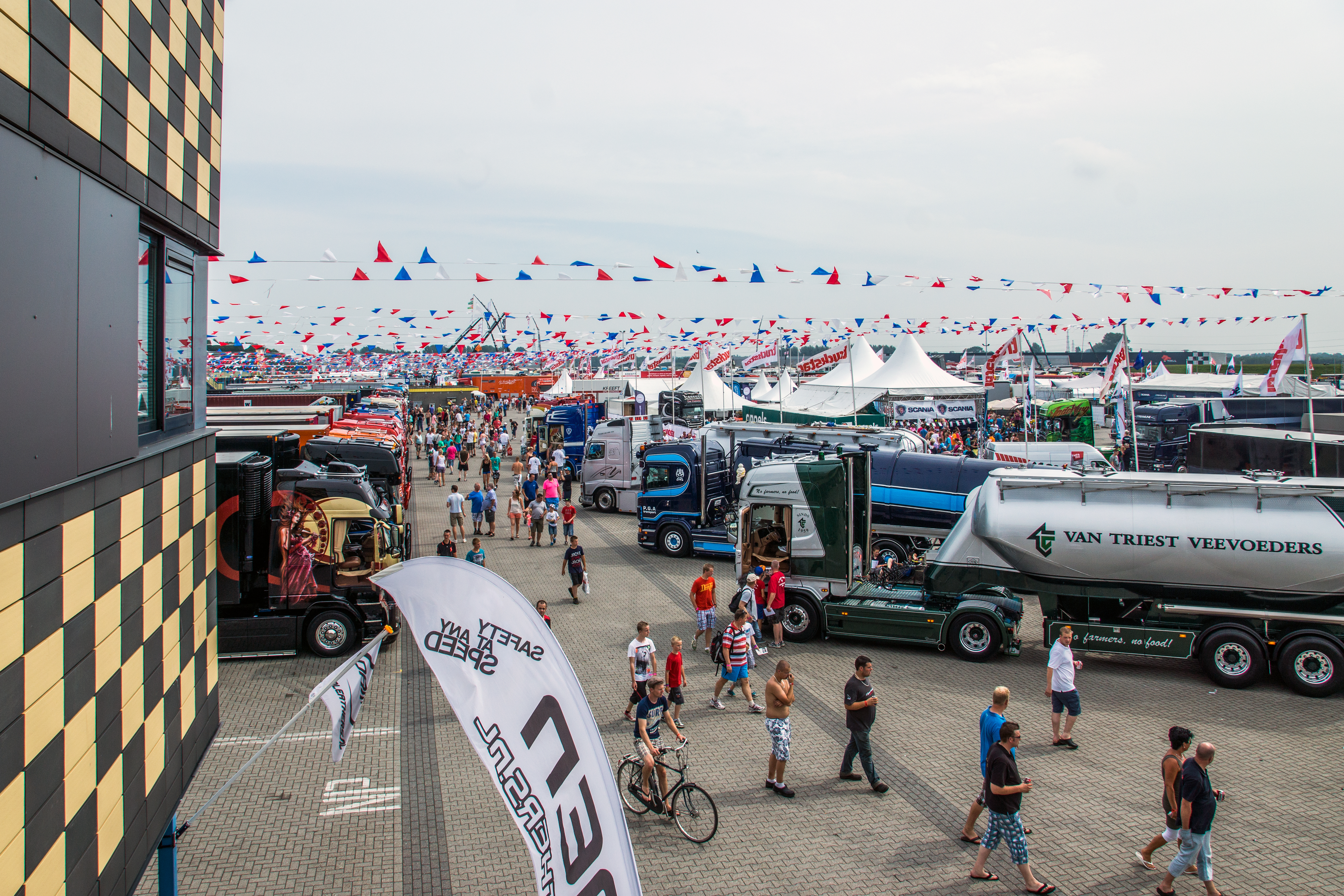
Showstraat op het Truckstarfestival van 2013

Het Truckstar Festival is een jaarlijks evenement dat sinds 1992 in juli of augustus op het TT-Circuit van Assen wordt georganiseerd. Tussen 1980 tot 1991 werd het op verschillende locaties gehouden in Tilburg, Leiden, Utrecht en het circuit van Zandvoort. Het is het grootste truckersfestijn van Europa met meer dan 2000 vrachtwagens en trekt jaarlijks zo'n 60.000 bezoekers.
Het festival richt zich op de vrachtwagenchauffeur en kent drie belangrijke elementen. Het eerste element is een beurs waarop vrachtwagenfabrikanten zich presenteren, waar gerelateerde producten worden aangeboden en waar veel bijzondere vrachtwagens zijn te zien. Het tweede element is een showgedeelte, vooral op het rechte eind van het circuit, waar stunts, spelen en wedstrijden worden gehouden. Het derde element is een grote camping langs het circuit, waarop tweeduizend 'normale' vrachtwagens met chauffeur staan, om te feesten, om te kijken en om bekeken te worden. Tijdens het festival vindt de verkiezing van de ‘Mooiste Truck van Nederland’ plaats.
Op 25 en 26 juli 2020 zou de veertigste editie van het Truckstar Festival plaatsvinden. Vanwege de coronacrisis in Nederland is het festival afgelast. Het is de eerste keer in het veertigjarig bestaan van het Truckstar Festival dat het evenement geen doorgang vindt.
Het Truckstar Festival wordt georganiseerd door Truckstar, een vakblad voor de vrachtwagenchauffeur.